# Billé
Billé é uma comuna francesa na região administrativa da Bretanha, no departamento Ille-et-Vilaine. Estende-se por uma área de 16,82 km². Em 2010 a comuna tinha 1 070 habitantes (densidade: 63,6 hab./km²).